# 40919 Johntonry
40919 Johntonry este o planetă minoră (asteroid), cu un diametru de 2,454 km, din centura de asteroizi. A fost descoperită pe 9 octombrie 1999 la Socorro de Lincoln Near-Earth Asteroid Research. 
Obiectul prezintă o orbită caracterizată de o semiaxă mare de 2,5541923631967 UAi, o excentricitate de 0,19, o înclinație de 4,6 ° în raport cu ecliptica.